# Ледниця (річка)
Ледниця (словац. Lednica) — річка в Словаччині, права притока Вагу, протікає в округах Пухов і Ілава.
Довжина — 21.4 км.
Витік знаходиться в масиві Білі Карпати на висоті 800 метрів біля села Ледниця. Приймає води Товарського потоку і потоків Зубак та Квашов.
Впадає у Ваг біля села Кошеца на вистоі 238 метрів.